# Kay Simon
Kay Simon (Riesa, 9 de julio de 1978) es un deportista alemán que compitió en piragüismo en la modalidad de eslalon. Ganó cinco medallas en el Campeonato Mundial de Piragüismo en Eslalon entre los años 1997 y 2006, y siete medallas en el Campeonato Europeo de Piragüismo en Eslalon entre los años 2000 y 2008. Compitió siempre al lado de su hermano gemelo Robby Simon, en la clase canoa biplaza (C2).

## Palmarés internacional
| Campeonato Mundial | Campeonato Mundial               | Campeonato Mundial | Campeonato Mundial |
| Año                | Lugar                            | Medalla            | Competición        |
| ------------------ | -------------------------------- | ------------------ | ------------------ |
| 1997               | Três Coroas (Brasil)             | Medalla de bronce  | C2 por equipos     |
| 2002               | Bourg-Saint-Maurice (Francia)    | Medalla de plata   | C2 por equipos     |
| 2003               | Augsburgo (Alemania)             | Medalla de plata   | C2 por equipos     |
| 2005               | Penrith (Australia)              | Medalla de oro     | C2 por equipos     |
| 2006               | Praga (República Checa)          | Medalla de plata   | C2 por equipos     |
| Campeonato Europeo |                                  |                    |                    |
| Año                | Lugar                            | Medalla            | Competición        |
| 2000               | Mezzana (Italia)                 | Medalla de oro     | C2 por equipos     |
| 2002               | Bratislava (Eslovaquia)          | Medalla de bronce  | C2 por equipos     |
| 2005               | Tacen (Eslovenia)                | Medalla de plata   | C2 por equipos     |
| 2006               | L'Argentière-la-Bessée (Francia) | Medalla de oro     | C2 por equipos     |
| 2006               | L'Argentière-la-Bessée (Francia) | Medalla de bronce  | C2 individual      |
| 2007               | Liptovský Mikuláš (Eslovaquia)   | Medalla de oro     | C2 por equipos     |
| 2008               | Cracovia (Polonia)               | Medalla de oro     | C2 por equipos     |